# Сундарбан (Бангладеш)
Сундарба́н (на английски: Sundarbans; на бенгалски: সুন্দরবন) е защитена територия в Югозападен Бангладеш, включваща около една четвърт от бангладешката част на областта Сундарбан, която е най-голямата по територия мангрова гора на Земята.
Отдалечената от океана част на Сундарбан е покрита от сезонно затопляни сладководни блатни гори. В защитената територия се срещат 260 вида птици, както и редки животни, като бенгалски тигър (Panthera tigris tigris), соленоводен крокодил (Crocodylus porosus) и тигров питон (Python molurus).